# Cruiser Mk I
Cruiser Mk I (A9) je bil britanski tank.

## Zgodovina
Sir John Carden je leta 1934 oblikoval tank A9. Ta tank je prišel z namenom, da zamenja tank Vickers Medium Mark II. Tank je imel veliko pomankljivosti. Največja slabost je bila zaščita. 14 mm je bila največja debelina oklepa. Imel je tudi veliko vertikalnih površin. To je varnost tanka še poslabšalo.
Prva testiranja so se začela leta 1936. Leta 1937 je bilo naročenih 125 tankov. 75 jih je bilo narejeno v tovarni Harland and Wolff in 50 pri Vickersu.
Ta tank je dosegal uspehe v bojih v Franciji, Grčiji in severni Afriki. S topom 40 mm je bil sposoben uničiti vsak nemški tank na začetku 2. svetovne vojne, vključno z zgodnjimi verzijami tanka Panzerkampfwagen IV. Ta tank je imel tudi slabosti. Največji slabosti sta bili slaba zaščita in mehanske okvare.

## Verzije
- Mark I (A9):Prva verzija. Tank je sodeloval v bojih v Franciji in severni Afriki.
- Mark I CS:Verzija oborožena s topom 94 mm.